# آرامگاه شاه غریب
بقعه شاه قلندر (مستنصربالله) مربوط به دوره صفوی است و در شهرستان اراک، روستای انجدان واقع شده و این اثر در تاریخ ۱۹ مهر ۱۳۷۸ با شمارهٔ ثبت ۲۴۵۳ به‌عنوان یکی از آثار ملی ایران به ثبت رسیده است.